# Philipp Jakob Sachs
Philipp Jakob Sachs (Breslavia, 26 agosto 1627 – Breslavia, 7 gennaio 1672) è stato un medico e naturalista tedesco.

## Biografia
Compì gli studi medici a Padova.

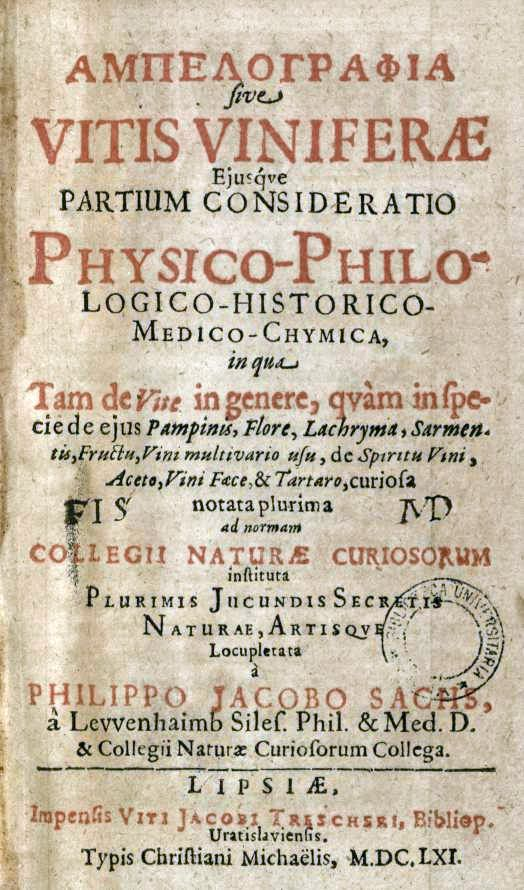
Ampelographia, 1661

Fu organizzatore dell'Accademia Cesarea Leopoldina e curatore di due pubblicazioni accademiche, Ephemerides e Miscellanea, che durante la sua vita furono stampate a Norimberga.
Fra le opere pubblicate, nel 1661 un volume sui vitigni intitolato Ampelographia (Ampelografia) e nel 1665 uno sui granchi intitolato Gammarologia.

## Opere
- Ampelographia, Leipzig, Jacob Trescher, 1661.
- Gammarologia, Francofurti & Lipsiae, sumptibus Esaieae Fellgibelii bibliop., 1665.